# Третій Універсал Української Центральної Ради
Тре́тій Універса́л Украї́нської Центра́льної Ра́ди — державно-правовий акт, універсал Української Центральної Ради, що проголошував Українську Народну Республіку. Прийнятий 7 (20) листопада 1917 року в Києві.

## Опис

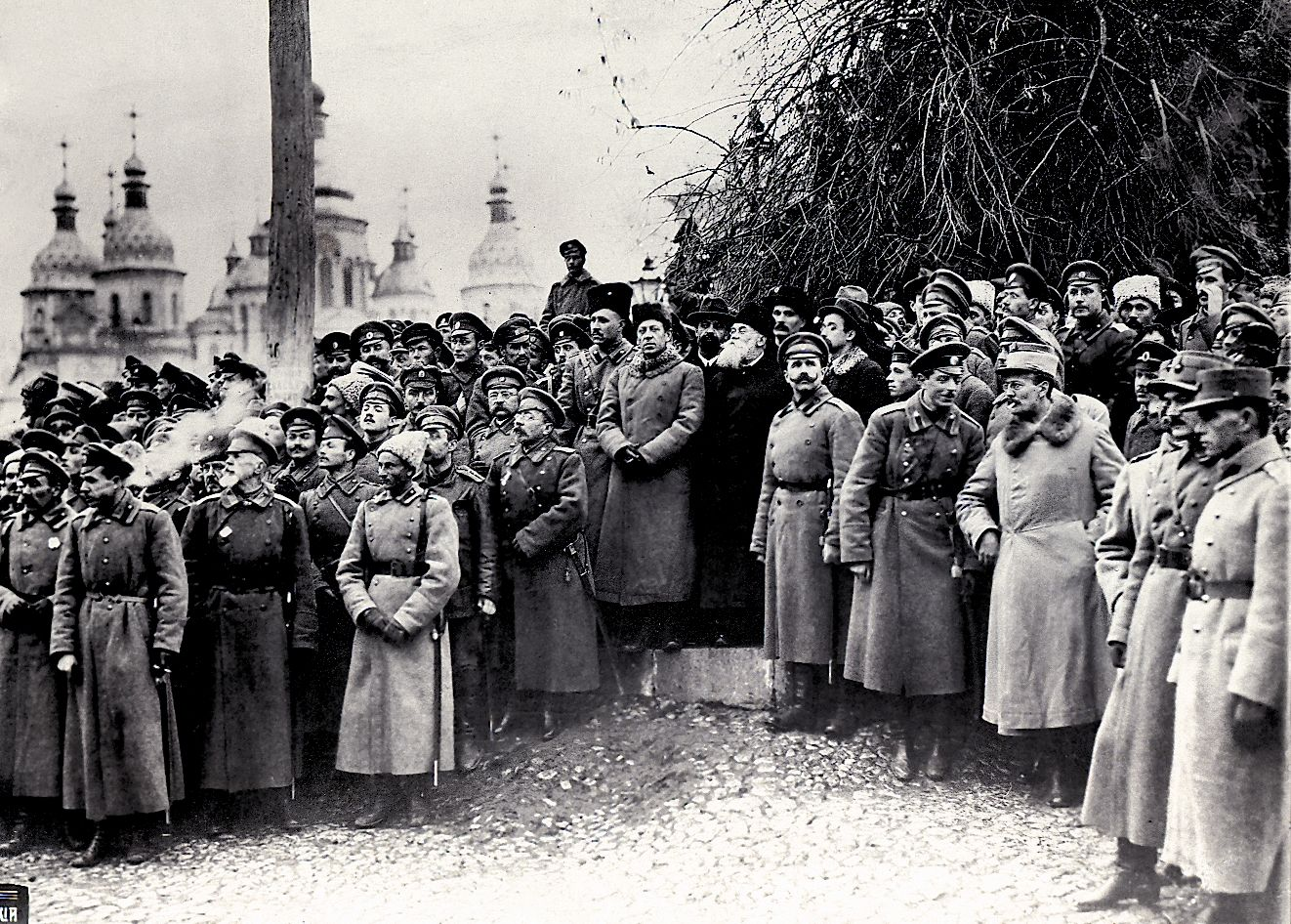
Проголошення Третього Універсалу на Софійській площі в Києві. У центрі — Симон Петлюра, Михайло Грушевський, Володимир Винниченко. 1917 р.

Вперше ідею проголошення УНР висунуто Михайлом Грушевським у вступній промові у день відкриття З'їзду поневолених народів Росії. Україна вже відійшла від Російської республіки, зберігаючи з нею лише формальний федеративний зв'язок, і завдання полягало лише в тому, щоб юридично оформити цей факт. 7 листопада М. Грушевський відкрив урочисте засідання Української Центральної Ради і після вступного слова М. Ковальський зачитав текст Універсалу:
- Заявлялося, що Україна не відокремлюється від Росії, але вся влада в Україні відтепер належить лише Центральній Раді та Генеральному Секретаріату.
- Україна стає Українською Народною Республікою.
- До її території належать землі (губернії), населені здебільшого українцями: Київщина, Поділля, Волинь, Чернігівщина, Полтавщина, Харківщина, Катеринославщина, Херсонщина, Таврія (без Криму). Остаточно питання про приєднання до України Курщини, Холмщини, Воронежчини та інших суміжних з Україною територій з переважно українським населенням мало вирішуватися шляхом переговорів.
- В Україні проголошувався 8-годинний робочий день.
- Запроваджувався державний контроль над виробництвом.
- Україна виступає за негайне укладення миру між воюючими сторонами.
- Скасовувалася смертна кара й оголошувалася амністія.
- В Україні повинен бути створений дійсно незалежний суд.
- Україна визнає національно-персональну автономію для національних меншин.
- На 27 грудня (9 січня за новим стилем) призначалися вибори до Всеукраїнських Установчих Зборів, які планувалося скликати 9 січня (22 січня за новим стилем) 1918 року.

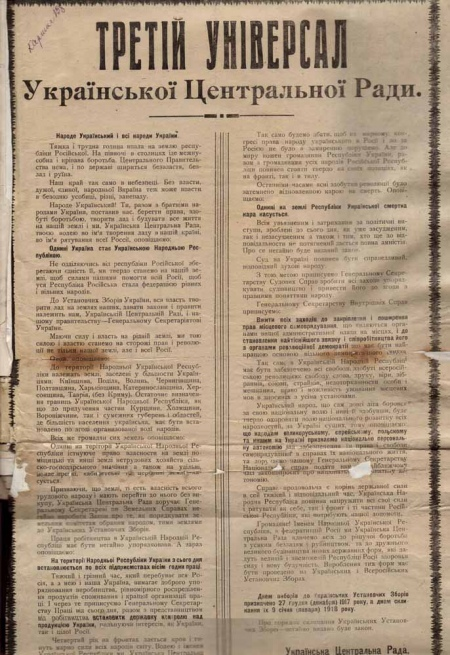
Третій Універсал Української Центральної Ради

Після оголошення тексту після невеликої перерви на пропозицію фракції українських есерів III Універсал поставлено на поіменне голосування в Центральній Раді. Це відбулося вперше. З 50 членів Малої Ради (Комітет Центральної Ради) у залі були присутні 47, з них проголосували:
- За Універсал — 42,
- Проти — жоден,
- Утримуюсь — 5 членів Ради (2 російські есери (Скловський, Сараджев), 2 — меншовики (Кононенко, Балабанов), 1 — представник Польського демократичного централу (Рудницький).

Погляди на універсал були різними, наприклад, кадети оголосили його капітуляцією перед більшовиками. Населення України не визнало скасування приватної власності. Всі господарства більші за 50 десятин ставали державними, таким чином селяни не отримали нових земель, а поміщики втратили свої господарства. Невдала земельна політика призвела до підтримки українським селянством більшовиків, які по встановленні своєї влади розподіляли землю за кількістю їдців у сім'ї.

## Ювілеї та пам’ятні дати
У 2017 році на державному рівні в Україні відзначався ювілей – 100 років з дня проголошення Української Народної Республіки III Універсалом Української Центральної Ради (20.11.1917).